# تاگمرسهایم
تاگمرسهایم (به آلمانی: Tagmersheim) یک شهر در آلمان است که در دناو-ریس واقع شده‌است.